# Scum Lake, British Columbia
Scum Lake är en sjö i Kanada.   Den ligger i provinsen British Columbia, i den sydvästra delen av landet, 3 500 km väster om huvudstaden Ottawa. Scum Lake ligger 1 192 meter över havet. Arean är 0,78 kvadratkilometer. Den sträcker sig 1,1 kilometer i nord-sydlig riktning, och 2,1 kilometer i öst-västlig riktning.
I omgivningarna runt Scum Lake växer i huvudsak barrskog. Trakten runt Scum Lake är nära nog obefolkad, med mindre än två invånare per kvadratkilometer.